# روبرت جيمس بلير كاننغهام
روبرت جيمس بلير كاننغهام (بالإنجليزية: Robert James Blair Cunynghame)‏ ـ (13 يناير 1841 ـ 23 ديسمبر 1903) هو جرّاح وعالم وظائف أعضاء وعالم أدلة جنائية اسكتلندي برز في أواخر القرن التاسع عشر. كان رئيسًا لكلية الجراحين الملكية في إدنبرة من سنة 1891 إلى سنة 1893، وكان لآرائه الطبية أثر بالغ وتقدير كبير في الأوساط الطبية في عصره.

## حياته
تلقى كاننغهام تعليمه الطبي في جامعة إدنبرة، حيث تخرج طبيبًا سنة 1862، وقد حصل على ميدالية الجامعة الذهبية في الطب الشرعي. عمل كاننغهام عقب تخرجه طبيبًا مقيمًا بمصحة إدنبرة الملكية، قبل أن يستكمل دراسته في كل من باريس وبرلين وفيينا ولندن.
تطوع كاننغهام في الجيش البريطاني كجراح في القوات العاملة بالهند، كما ظل على صلة بالجيش البريطاني حتى بعد عودته إلى بريطانيا، حيث عمل في كتيبة متطوعي إدنبرة، غير أنه استقال من تكليفاته عقب وفاة أخيه في إدنبرة وعاد ليرعى شؤون العائلة. وقد عمل كاننغهام طبيبًا رئيسيًا بالمستشفى الملكي للأطفال المرضى، كما اشتغل ببعض الأعمال الإدارية في مستشفى لانغمور للحالات المستعصية ومعهد يوبيل الملكة فيكتوريا (الذي كان يقوم على تدريب الممرضات للعمل في الأقاليم). كما عمل مشرفًا على الإحصاء لدى مسجل اسكتلندا العام (1879 ـ 1901).

## مناصبه القيادية

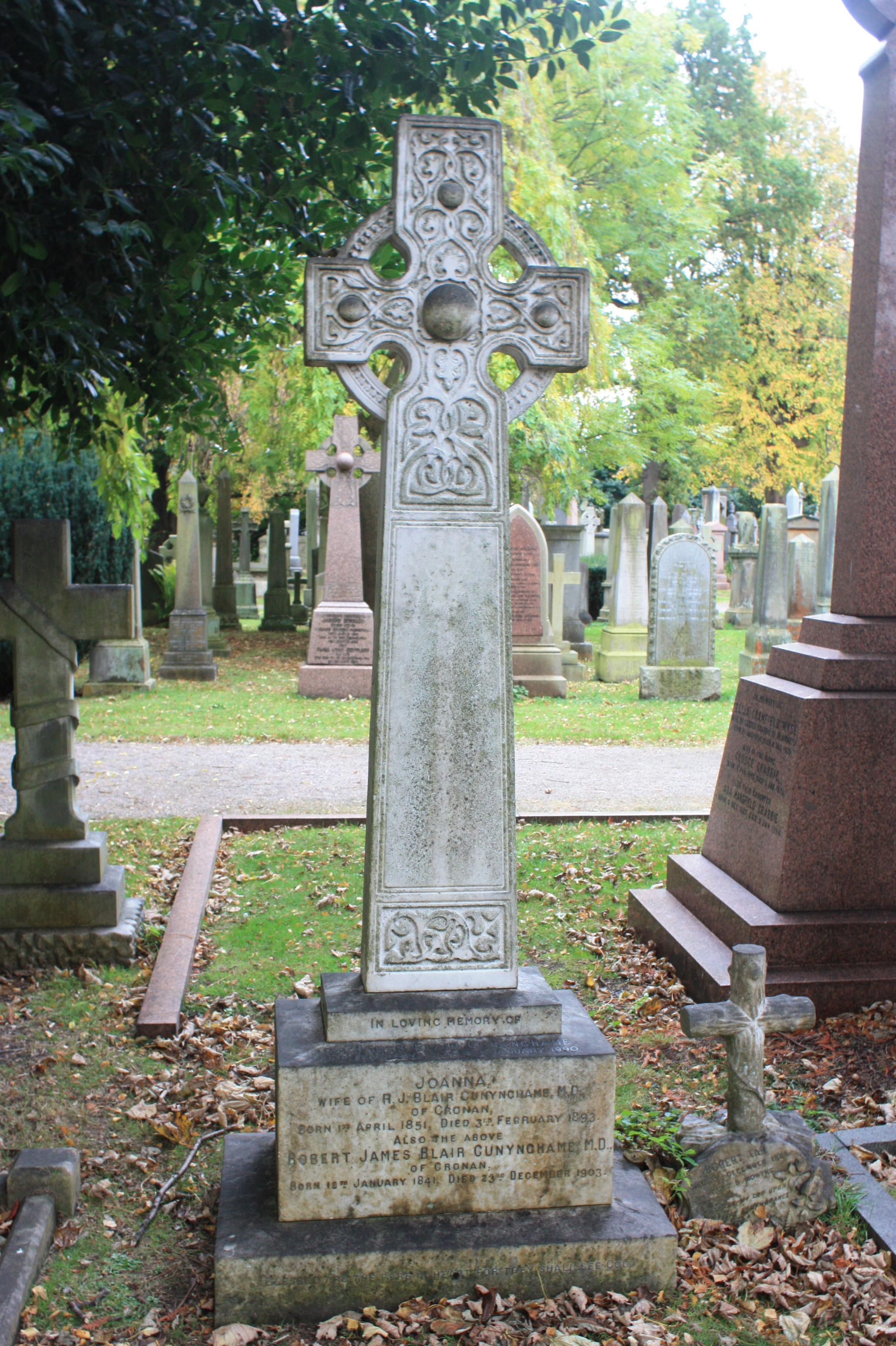
قبر روبرت جيمس بلير كاننغهام في مقبرة دين

صار كاننغهام رئيسًا للجمعية الطبية الملكية سنة 1862، كما انتُخب سنة 1871 زميلًا للجمعية الملكية في إدنبرة باقتراح من عالم أدلة جنائية هو البروفيسور ويليام رذرفورد ساندرز، وانتُخب رئيسًا لكلية الجراحين الملكية في إدنبرة سنة 1891.

## وفاته
في أوائل ديسمبر 1903، تدهورت صحة كاننغهام ـ الذي لم تكن على ما يرام آنذاك ـ في أعقاب وفاة ابنته، ولم يلبث أن لحق بها في 23 ديسمبر 1903، ليُدفن في مقبرة دين في إدنبرة، إلى جوار زوجته جوانا (1851 ـ 1893)، التي توفيت قبله بعشرة أعوام.